# Pedro Gomes
Manuel Pedro Gomes (Torres Novas, 1941. október 16. – )  portugál válogatott labdarúgó, hátvéd, edző.

## Pályafutása

### Játékosként

#### Klubcsapatban
Pedro Gomes 1960 és 1973 között százötvenhét bajnoki mérkőzésen lépett pályára a Sporting CP csapatában; kétszer nyert portugál bajnoki címet, háromszor portugál kupát, valamint 1964-ben Kupagyőztesek Európa-kupáját.

#### A válogatottban
1964 és 1970 között kilenc alkalommal szerepelt a portugál válogatottban.

### Vezetőedzőként
Pedro Gomes számos portugál labdarúgó csapatot edzett, köztük a Marítimo, a Rio Ave, a Académica, a Leiria, a Belenenses, a Nacional, az Olhanense csapatait. 1985-ben a Sporting vezetőedzője volt.

## Sikerei, díjai

### Játékosként
- Sporting CP
  - Portugál bajnok: 1965–66, 1969–70
  - Portugál kupagyőztes: 1962–63, 1970–71, 1972–73
  - Kupagyőztesek Európa-kupája: 1963–64

### Edzőként
- Marítimo
  - Portugál másodosztályú bajnok: 1976–77
- Leiria
  - Portugál másodosztályú bajnok: 1980–81